# 法泰赫纳加尔
法泰赫纳加尔（Fatehnagar），是印度拉贾斯坦邦Udaipur县的一个城镇。总人口19624（2001年）。

## 人口
该地2001年总人口19624人，其中男性10027人，女性9597人；0—6岁人口2804人，其中男1448人，女1356人；识字率59.95%，其中男性为71.41%，女性为47.97%。